# سسکک گلوسیاه
سسکک گلوسیاه (نام علمی: Prinia atrogularis) نام یک گونه از سرده سسکک است.